# Gianluca Marchi
Gianluca Marchi (Cantù, 27 maggio 1957) è un giornalista italiano.

## Biografia
Nato a Cantù nel 1957, nel 1982 diventa cronista della «Provincia di Como», poi corrispondente de «Il Giorno» e dal 1987 al 1991 è cronista al quotidiano milanese «La Notte». Successivamente lavora all'ufficio stampa della Regione Lombardia. Dopo tre anni ritorna alla carta stampata: è vice-capocronista al «Giornale» (direttore Vittorio Feltri) poi caporedattore centrale dell'«Indipendente» (diretto da Daniele Vimercati).
Dal 1997 al 1999, da non iscritto alla Lega Nord (pur condividendo le idee di indipendentismo padano), è il primo direttore del quotidiano «la Padania»; in aperta polemica con Umberto Bossi si dimette nel 1999. Si trasferisce a Roma, dove dirige il quotidiano «Il Giornale d'Italia» (novembre 1999 - aprile 2000). Nel luglio 2000 è richiamato a Milano da Vittorio Feltri a ricoprire la carica di caporedattore centrale del suo nuovo quotidiano, «Libero».
Nel 2003 va a dirigere il quotidiano «Punto.com», che torna in edicola dal 5 novembre 2003 al 2006.
Successivamente è direttore editoriale de «L'Opinione delle libertà» e, dal 2009 al 2011, diventa direttore della rivista «Di Tutto».
A dicembre 2011 fonda con gli ex leghisti Gilberto Oneto e Leonardo Facco (quest'ultimo conosciuto quando dirigeva «la Padania») il quotidiano on line «L'Indipendenza» che porta avanti le idee vicine all'indipendentismo: il quotidiano nasce l'8 gennaio ed è on line 5 giorni dopo; nell'ottobre del 2012 voci non confermate lo avevano pronosticato nuovo direttore de «la Padania» dopo le dimissioni di Stefania Piazzo, ma tutte le voci sono state smentite dallo stesso Marchi poco dopo la nomina della nuova direttrice Aurora Lussana.